# スターレット (潜水艦)
スターレット (USS Sterlet, SS-392) は、アメリカ海軍の潜水艦。バラオ級潜水艦の一隻。艦名はカスピ海に生息する小型のチョウザメ科の一種、スターレットに因んで命名された。

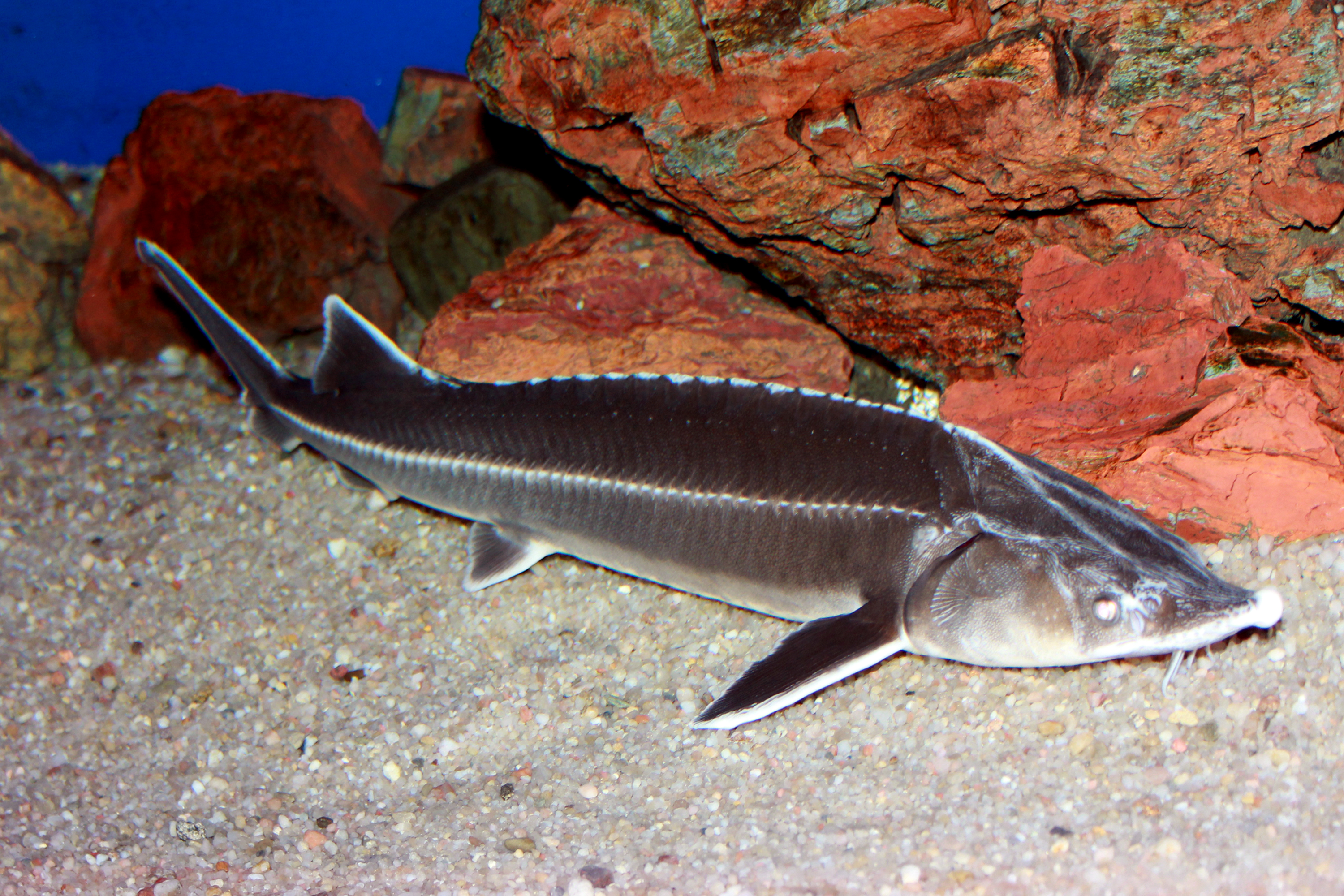
スターレット（Sterlet）

## 艦歴
スターレットは1943年7月14日にメイン州キタリーのポーツマス海軍造船所で起工した。1943年10月27日にチャールズ・A・プラムリー夫人によって命名、進水し、1944年3月4日に艦長オーム・C・ロビンズ中佐（アナポリス1934年組）の指揮下就役する。
艤装の完了および整調訓練後、スターレットはフロリダ州キーウェストを5月1日に出航し、太平洋艦隊に加わる。スターレットは6月13日に真珠湾に到着、最初の哨戒に備えた訓練を直ちに始めた。

### 第1の哨戒 1944年7月 - 8月
7月4日、スターレットは最初の哨戒で小笠原諸島方面に向かった。7月23日に漁船を雷撃に続く砲撃で破壊したあと、8月4日には北緯29度10分 東経141度00分 / 北緯29.167度 東経141.000度の地点で、特設監視艇宮城丸（宮城県、248トン）と全勝丸（桝富美、99トン）を撃沈。8月8日にも父島近海で特設駆潜艇第六玉丸（西大洋漁業、275トン）を撃沈した。第六玉丸は第4804船団の生存者を捜索中だった。スターレットはさらに、3週間前に空母艦載機部隊によって沈められた日本船団の生存者を捕虜として連行した。スターレットは34日間を哨戒海域で過ごした。8月26日、スターレットは53日間の行動を終えてミッドウェー島に帰投した。

### 第2の哨戒 1944年9月 - 11月
9月18日、スターレットは2回目の哨戒で日本近海に向かった。10月9日夕刻に小型の日本漁船を撃沈したあと、スターレットは沖縄島沖で6名の撃墜されたパイロットを救助した。10月18日、スターレットは北緯27度58分 東経127度46分 / 北緯27.967度 東経127.767度の地点で3隻の巡洋艦とそれを護衛する6隻の駆逐艦の艦隊に対して1度攻撃を試みたが失敗した。この艦隊は、台湾沖航空戦の誤報に釣られて出撃した、志摩清英中将率いる第二遊撃部隊だった。2日後の10月20日、スターレットは貨物船に向けて3本の魚雷を発射したが、いずれも命中しなかった。10月25日、スターレットは北緯30度15分 東経129度45分 / 北緯30.250度 東経129.750度の地点で小沢治三郎中将率いる機動部隊への補給部隊に対して4本の魚雷を発射したが、最初の攻撃は失敗してしまった。スターレットは2度目の攻撃をかけ、魚雷6本を発射。そのうちの4本が目標に命中し、3本はタンカー仁栄丸（日東汽船、10,241トン）に命中、1本は別の目標に命中したようであり、仁栄丸は沈没した。スターレットは25日の残りを、護衛艦の反撃をかわすために費やした。その夜、スターレットは病院船を発見して見逃した。10月29日にも小型貨物船を発見し、4本の魚雷を発射してから浮上し破壊した。10月31日、スターレットは前日にトリガー (USS Trigger, SS-237) とサーモン (USS Salmon, SS-182) が魚雷を命中させて航行不能に陥らせていたタンカーたかね丸（日本海運、10,021トン）を発見。たかね丸も小沢機動部隊に対する補給部隊の一隻だった。スターレットは魚雷6本を発射し、4本命中させてたかね丸を撃沈した。
その後、スターレットは第22号海防艦との交戦で大破したサーモンの護衛をトリガーとともに担当し、サイパン島まで護衛した後、第101潜水群指揮官トーマス・B・クラークリング大佐の指揮下、他の潜水艦とともにウルフパック "Burt's Brooms" を編成して、11月10日から日本の南方洋上に配置されている特設監視艇群を蹴散らす作戦に従事した。11月15日夜、スターレットはトリガー、シルバーサイズ (USS Silversides, SS-236) とともに特設監視艇と砲戦を交え、この交戦でスターレットは4インチ砲弾を全て使い果たした。スターレットは、シルバーサイズが撃破した特設監視艇第十二号八龍丸（末永松八、97トン）に魚雷で最後の止めを刺した。11月30日、スターレットは64日間の行動を終えて真珠湾に帰投。艦長がH・H・レウィス（アナポリス卒業年次不明）に代わった。

### 第3の哨戒 1945年1月 - 4月
1945年1月25日、スターレットは3回目の哨戒で日本近海に向かった。スターレットは東京湾近辺の担当海域で通常の哨戒のほかに、硫黄島の戦いの援護で関東地方を空襲する第5艦隊（レイモンド・スプルーアンス大将）に対する救助配備任務に就いた。このほか、ボーフィン (USS Bowfin, SS-287)、ポンフレット (USS Pomfret, SS-391)、パイパー (USS Piper, SS-409)、トレパン (USS Trepang, SS-412) とウルフパック「マックズ・モップス Mac's Mops」を構成し、前回と同様に特設監視艇群を蹴散らす作戦に従事した。3月1日、スターレットは北緯34度10分 東経139度38分 / 北緯34.167度 東経139.633度の地点で立山丸（西日本汽船、1,148トン）を撃沈した。4月4日、スターレットは66日間の行動を終えてミッドウェー島に帰投した。

### 第4の哨戒 1945年4月 - 6月
4月29日、スターレットは4回目の哨戒で千島列島およびオホーツク海方面に向かった。この哨戒においては、特にウラジオストクなどに向かうソ連船に注意が払われ、スターレットはソ連船か日本船かの識別に用心深くならなければならなかった。従って、厳格な識別が出来ないときには見逃さざるを得なかった。おまけに、日本船が攻撃を逃れるべくソ連船に偽装しているという疑念も抱かせた。しかし、スターレットは厳格な識別の上で2隻の敵船を屠ることができた。
5月29日の午後遅く、スターレットは3隻の護衛艦がついた、大小の貨物船を発見。16時41分、スターレットは船団に接近を試みたが、船団がコースを変えたので攻撃できなかった。17時20分ごろに一旦接触が途切れたが、浮上して探索した結果、18時22分に見張りが船の煙を発見。スターレットは夜間浮上攻撃を行うことに決め、21時53分までに所定の位置についた。スターレットは北緯46度46分 東経144度16分 / 北緯46.767度 東経144.267度の樺太中知床岬北東海域で各貨物船に対して3本ずつの魚雷を発射。2分後、護衛艦の1隻がスターレットの方に向かってくるのが見えたが、すぐに去っていった。スターレットはその2分後にもう2本の魚雷を発射し、程なくして20秒間に4つの爆発を確認。護衛艦は爆雷攻撃を開始した。3分後、目標は船尾から沈んでいった。
22時11分、スターレットは追撃してくる護衛艦に対して魚雷を4本発射。しかし、全て回避された。スターレットは、未だ浮かんでいる貨物船に対して更なる攻撃を行うべく準備し、用心深く接近していった。観測すると、目標は船尾が煙に覆われて航行不能となっていた。この時、2隻の護衛艦が爆雷攻撃を行って、それはまるで周囲に水を巻き散らしたかのようだった。22時35分、護衛艦の1隻がスターレットと目標の間に割って入り、スターレットは4分後に3本の魚雷を発射。なおも追い続けるので、スターレットは態勢を立て直して護衛艦の艦首に向けて魚雷を4本発射したが、スターレットはその場を逃げることは出来なかった。その後もスターレットと護衛艦の間で砲戦がかわされたが、スターレットは巧みに操艦して相手との距離を7,300メートルにまで広げ、何とか逃げ切ることが出来た。スターレットがこの戦闘で撃沈した目標は、呉竹丸（日本郵船、1,924トン）と天領丸（辰馬汽船、2,193トン）だった。
スターレットはこの哨戒で、もう一つ冷や汗をかくような出来事に遭遇した。その時の相手は小型の護衛艦がついたQシップだったが、スターレットは相手を貨物船だと判断して魚雷を6本発射、しかし命中しなかった。スターレットは相手の罠にかかる前に逃げた。6月10日、スターレットは42日間の行動を終えてミッドウェー島に帰投した。

### 第5の哨戒 1945年7月 - 8月
7月5日、スターレットは5回目の哨戒で日本近海に向かった。哨戒の大半は日本本土空襲を行うB-29部隊支援の救助配備任務で占められた。スターレットは紀伊水道においてイギリス兵およびニュージーランド兵を救助した。7月29日朝、スターレットは新宮沖合いに浮上して艦砲射撃を行い、この砲撃で尾崎製材工場が全焼して1名が死亡し、王子製紙工場にも砲弾を浴びせた。日本の降伏によりスターレットの哨戒は終了した。8月23日、スターレットは48日間の行動を終えてミッドウェー島に帰投した。
スターレットは第二次世界大戦の戦功で6個の従軍星章を受章した。

### 戦後

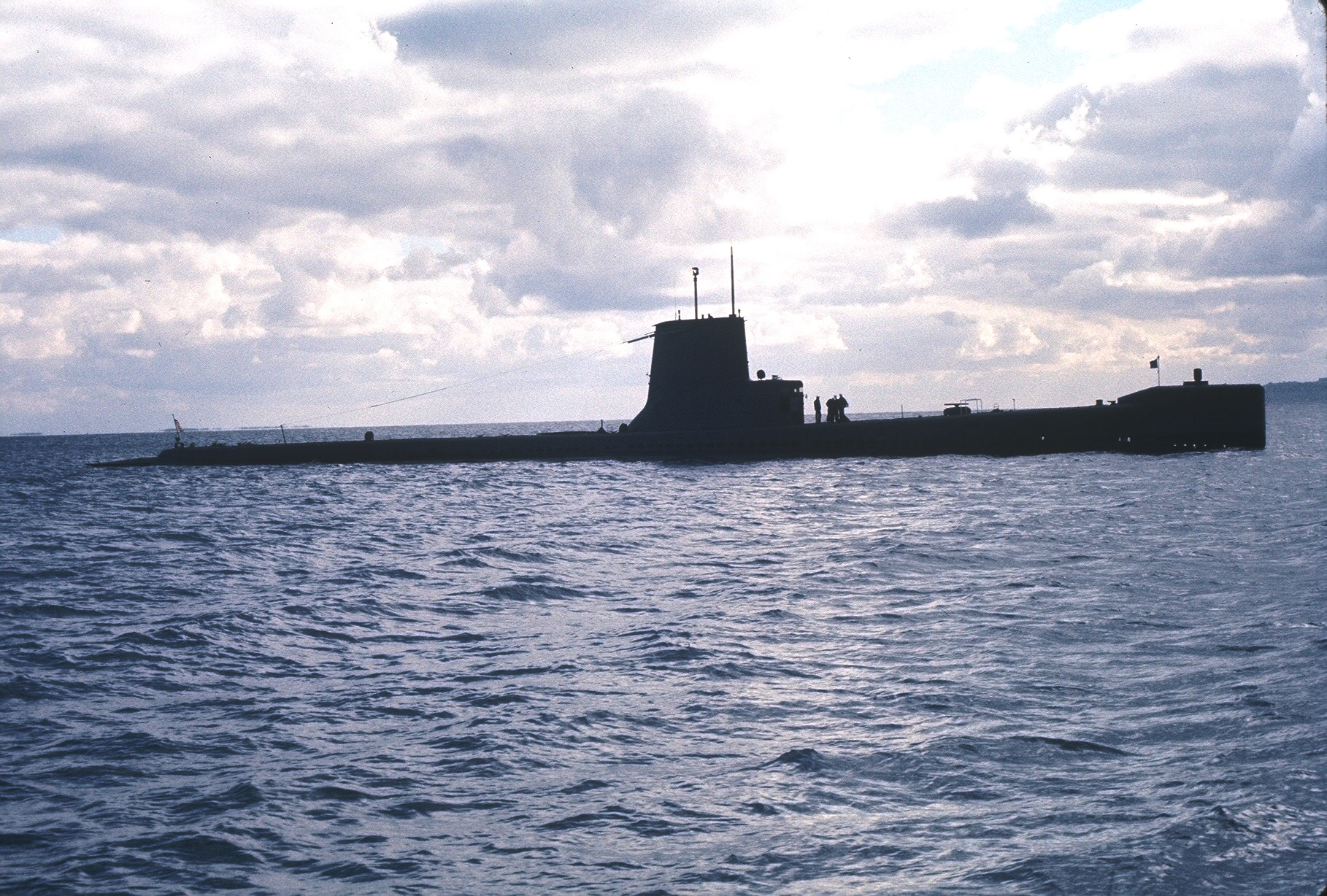
スターレット（1968年）

スターレットは9月6日に帰国の途に就き、10日後にカリフォルニア州サンディエゴに到着した。11月13日までサンディエゴで停泊し、その後1946年2月末までサンフランシスコに留まった。1946年2月26日に太平洋西部へ向けて出航、真珠湾、グアムおよびスービック湾で停泊した後、4月20日に青島に到着した。青島を拠点として5月末まで活動し、中国北部沿岸に沿った示威活動に参加した。6月の最初の10日間を上海で過ごし、その後真珠湾に向かった。
スターレットは6月22日にオアフ島に到着し、続く16ヶ月間はハワイ諸島での作戦活動に従事した。1947年11月15日に再び西へ向かい、12月1日にオーストラリアのブリスベンに到着した。5日後にグアムに向かって出航、12月14日に到着した。スターレットは1948年1月2日にグアムを出航し、1月6日から10日まで沖縄に停泊、1月12日に佐世保に到着した。1月の残りは佐世保および横須賀の付近で活動し、両港を訪問した。1月28日、カリフォルニアに向けて出航する。ミッドウェー島を経由して真珠湾に6週間停泊、サンフランシスコには4月30日に到着した。5月1日に不活性化のため太平洋予備役艦隊入りする。スターレットは1948年9月18日に予備役となり、メア・アイランドに係留された。
およそ2年後の1950年8月7日にスターレットは現役復帰を命じられる。8月26日にメア・アイランドで艦長ジョージ・W・キトリッジ少佐の指揮下再就役した。9月25日にサンディエゴに向けて出航、1ヶ月間の訓練に入る。12月にロングビーチへ移動し、映画『太平洋の虎鮫』（ジョン・ファロー監督）の撮影に使用された。この映画にはウィリアム・ホールデン、ウィリアム・ベンディックスが出演した。
1951年の初めにスターレットは西海岸沿いの作戦活動を再開し、1953年1月まで継続した。その後再び極東に展開する。この巡航でスターレットは対潜水艦戦演習に参加し、父島、熱海、中城湾を訪問し、南鳥島での偵察写真撮影を行った。スターレットは6月23日にサンディエゴに帰還し、西海岸での作戦活動を再開した。
1954年8月、スターレットは母港でベスゴ (USS Besugo, SS-321) と乗組員を交替した。9月13日に真珠湾で第1潜水戦隊に配属される。その後スターレットは真珠湾を母港として活動した。1954年から68年までスターレットはハワイ諸島での作戦活動に従事し、第7艦隊と共に9度の西太平洋配備を経験した。これらの巡航は通常6ヶ月間行われ、スターレットは多数の訓練および対抗演習に参加、日本や中国、台湾、中部太平洋の島々の多くの主要港を訪問した。
1968年夏に最後の配備から帰還すると、スターレットはすでに現役任務に適さないと判断された。スターレットは1968年9月30日に退役し、翌日除籍される。最後の任務は標的艦任務であり、1969年1月31日に原子力潜水艦サーゴ (USS Sargo, SSN-583) による雷撃を受け海没処分された。